# Wasilij Karasiow
Wasilij Nikołajewicz Karasiow, ros. Василий Николаевич Карасев (ur. 14 kwietnia 1971 w Leningradzie), rosyjski koszykarz.

## Osiągnięcia
Klubowe
- Spartak Sankt Petersburg
  -  mistrz ZSRR w 1992
- CSKA Moskwa
  -  mistrz Rosji w 1993, 1994, 1995, 1996, 1999, 2000
  - Final Four Euroligi w 1996
- Efes Pilsen Stambuł
  -  mistrz Turcji w 1997
  - zdobywca Pucharu Turcji w 1997
- ALBA Berlin
  -  mistrz Niemiec w 1998
- Ural Great Perm
  -  mistrz Rosji w 2002
  - zdobywca EuroChallenge w 2006

Reprezentacja
- Rosja
  -  srebrny medalista mistrzostw Europy w 1993 roku w Niemczech
  -  brązowy medalista mistrzostw Europy w 1997 roku w  Hiszpanii
  -  2-krotny srebrny medalista mistrzostwa świata w 1994 roku w Toronto i 1998 roku w Atenach

Wyróżnienia
- - I skład turnieju mistrzostw świata (1998 – Ateny)
  - 3-krotny uczestnik Euro All-Star Game (1997, 1998, 1999)
  - Najlepszy podający Euroligi w sezonie 1995/96 ze średnią 7,15 asyst na mecz w 20 meczach, co jest najwyższą średnią w historii rozgrywek (dokładne statystyki są liczone od sezonu 1991/92)
  - Uzyskał pierwsze w historii Euroligi triple-double, od kiedy liczone są dokładne statystyki - 21 pkt, 10 as., 10 zb. przeciw Olympiakosowi (sezon 1994/95)